# GÉANT2
Pour les articles homonymes, voir Géant.
GÉANT2 (Gigabit European Advanced Network Technology 2) est un réseau informatique à très haut débit destiné à la recherche et à l'éducation en Europe. Il est le successeur du réseau pan-européen GÉANT qui en est aujourd'hui (octobre 2006) à sa septième génération.
Avec plus de 30 millions d’utilisateurs issus de 34 pays européens, GÉANT2 propose une couverture géographique inégalée, des services de bande passante haut débit, une technologie réseau hybride et des services utilisateurs. Sa couverture étendue interconnecte plusieurs continents.
Le projet est mené par un consortium constitué de 32 NREN (National Research and Education Network, réseaux nationaux pour l'enseignement et la recherche ; exemple : le réseau RENATER pour la France) et de l'association TERENA (Trans-European Research and Education Networking Association), la coordination du projet étant assurée par DANTE. DANTE (Delivery of Advanced Network Technology to Europe) est l’organisation qui vise à la mise en place de réseaux de recherche partout dans le monde.
Le projet GÉANT2 (nom de code : GN2) est cofinancé par la Commission européenne selon le sixième Programme cadre pour la recherche et le développement. Il a commencé officiellement le 1er septembre 2004 et doit durer quatre ans.